# Aberdeen Asset Management
Aberdeen Asset Management PLC ist eine britische Vermögensverwaltung mit Sitz in Aberdeen, Schottland. Das Unternehmen ist mit dem Kürzel ADN an der London Stock Exchange gelistet und gehört zum FTSE 250 Index.
Das Unternehmen wurde 1983 im Rahmen eines Management Buy Out gegründet. Durch mehrere Übernahmen ist Aberdeen Asset Management in den vergangenen Jahren stark gewachsen. So erwarb Aberdeen Asset Management 2008 von der Dresdner Bank die DEGI Deutsche Gesellschaft für Immobilienfonds. 2015 wurden mehr als 283 Milliarden GBP verwaltet. Rund 90 % davon stammen von institutionellen Investoren.

## Aberdeen Deutschland
Im Januar 2007 eröffnete Aberdeen Asset Management mit einem fünfköpfigen Team eine Niederlassung in Frankfurt am Main. 2008 übernahm Aberdeen die Deutsche Gesellschaft für Immobilienfonds. Im Geschäftsjahr 2010/2011 verwaltete die deutsche Niederlassung ein Gesamtvermögen von 9 Milliarden Euro und zählte zu den größten ausländischen Vermögensverwaltern in Deutschland.
2015 und 2016 kaufte Aberdeen Deutschland verschiedene Immobilien in Leipzig, München und Berlin und brachte sie in einen Spezialfonds ein. Zum 1. Oktober 2016 wurde der Vorstand von Aberdeen Asset Management Deutschland umstrukturiert und verkleinert.